# Quis custodiet ipsos custodes?

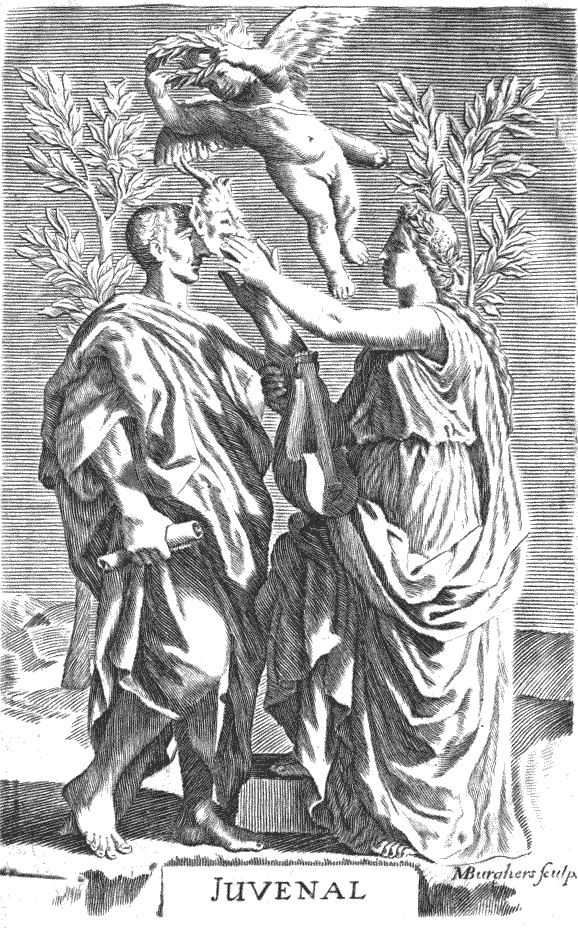
Фраза впервые встречается в Сатирах Ювенала

Quis custodiet ipsos custodes? — латинская крылатая фраза, в переводе означает «Кто устережёт самих сторожей?» или «Кто наблюдает за самими наблюдателями?». Употребляется для описания ситуации, когда люди, поставленные охранять те или иные законы и правила, сами же их нарушают, расхищают имущество, которое должны сберечь от воров и т. п.

## Происхождение
Впервые встречается в Сатирах (сатира VI, 340) Ювенала. Древнеримский поэт говорит о том, что если сознание людей развращено, никакими внешними преградами нельзя помешать им совершить аморальный поступок:
Слышу и знаю, друзья, давнишние ваши советы; 

"Надо жену стеречь, запирать на замок". Сторожей-то 

Как устеречь? Ведь она осмотрительно с них начинает.

Оригинальный текст (лат.)

audio quid ueteres olim moneatis amici,

'pone seram, cohibe.' sed quis custodiet ipsos

custodes? cauta est et ab illis incipit uxor.
Авторство выражения часто неверно приписывается Платону.

## Примеры использования и цитирования
Каковы плоды этой изнурительной заботы о целомудрии женщин? [...] Quis custodiet ipsos custodet? [...] Какими только возможностями не располагают они в наш просвещённый век?
В романе Вальтера Скотта «Квентин Дорвард» Людовик XI говорит Квентину: «Разве тут поможет охрана, глупый мальчик! quis custodiet ipsos custodes? Кто порукой, что мне не изменит самая стража, которой я вверил охрану?»
В романе Роберта Хайнлайна «Космический патруль» (1948) эта фраза служит девизом Космического Патруля.
Название комикса «Watchmen» (Хранители) является отсылкой к афоризму (англ. Who Watches the Watchmen?). Тем не менее Алан Мур, автор серии, признался в интервью, что не знал первоисточника.
В книге Дэна Брауна «Цифровая крепость» это изречение было любимым у одного из героев.
В серии книг Терри Пратчетта «Плоский мир» (подраздел о Страже) эту фразу упоминают в отношении одного из главных героев: Командующего Стражей Сэмюэля Ваймса. (начиная с книги «Шмяк!» (Thud!) и более поздних).
В фильме «Бэтмен против Супермена: На заре справедливости» можно увидеть фразу на одной из колонн дома, в котором происходит последняя битва между главными героями.
«Кто следит за наблюдателями» - эпизод сериала «Звездный путь: следующее поколение», в котором группа антропологов наблюдает за примитивной культурой из скрытого места, но их обнаруживают после аварии.
В одиннадцатом эпизоде пятого сезона мультсериала «Симпсоны» «Гомер и „Комитет бдительности“» когда Гомер говорит о злоупотреблениях полномочиями, его старшая дочь Лиза спрашивает, «Если вы полиция, то кто будет полицией над полицией?» Гомер отвечает: «Я не знаю. Береговая охрана?»